# Hradec (Vysočina)
Hradec é uma comuna checa localizada na região de Vysočina, distrito de Havlíčkův Brod.